# 紀伊村 (和歌山県)
紀伊村（きいむら）は、和歌山県海草郡にあった村。旧名草郡。

## 歴史
- 1889年（明治22年）4月1日 - 町村制の施行により、名草郡上野村、北野村、弘西村、府中村、田屋村、小豆島村、西田井村、北村が合併して名草郡紀伊村が発足。大字弘西に村役場を設置。
- 1896年（明治29年）4月1日 - 郡の統合により名草郡が海部郡と合併して海草郡となる[1]。
- 1959年（昭和34年）4月1日 - 市町村合併により和歌山市へ編入。